# Pachyleuctra ribauti
Pachyleuctra ribauti är en bäcksländeart som först beskrevs av Raymond Justin Marie Despax 1929.  Pachyleuctra ribauti ingår i släktet Pachyleuctra och familjen smalbäcksländor. Inga underarter finns listade i Catalogue of Life.